# Odo roseus
Espèce
Synonymes
- Horioctenus roseus Mello-Leitão, 1941

Odo roseus est une espèce d'araignées aranéomorphes de la famille des Xenoctenidae.

## Distribution
Cette espèce est endémique d'Argentine.

## Publication originale
- Mello-Leitão, 1941 : Las arañas de Córdoba, La Rioja, Catamarca, Tucumán, Salta y Jujuy colectadas por los Profesores Birabén. Revista del Museo de La Plata (Nueva Série, Zoología), vol. 2, p. 99-198.